# Stadsparksvallen
Der Stadsparksvallen (kurz: „Vallen“) ist ein Fußballstadion in der schwedischen Stadt Jönköping. Es dient den Fußballvereinen Jönköpings Södra IF und IK Tord als Heimspielstätte. Das Stadion befindet sich im Stadtpark von Jönköping. Der Stadsparksvallen wurde im Jahr 1902 eingeweiht und besaß bis 1981 eine Leichtathletikanlage, seitdem hauptsächlich als Austragungsort von Fußballspielen. 

## Fakten
- Die Publikumskapazität liegt heute bei 6.261 Menschen.[1]
- Südtribüne: 1.384 Sitzplätze, Block A bis G, überdacht
- Nordtribüne: 1.197 Sitzplätze, Block N bis U, überdacht
- Hintertortribüne: 1.880 Stehplätze, Heimfans, Block M
- Hintertortribüne: 1.800 Stehplätze, Gästefans, Block X
- Der Zuschauerrekord mit 18.582 Besuchern stammt aus dem Jahr 1950 als im Ligafinale Jönköpings Södra IF gegen Malmö FF spielte.
- Die Maße des Spielfeldes sind 105 × 65 Meter.